# Plaza del Juego de Pelota
La plaza del Juego de Pelota (en francés: Place du Jeu de Balle; en neerlandés: Vossenplein) es una plaza de Bruselas situada en el corazón del barrio de Marolles. Todas las mañanas se celebra un popular mercado de pulgas hermanado con el de Saint Ouen, en París, como indica una placa bilingüe –en francés y neerlandés– colocada en la calle Blaes, que bordea la plaza por el sureste.

## Historia
La plaza del Jeu de Balle, conocida por el nombre de vieux marché («mercado viejo») fue diseñada en 1853 (1859 según otras fuentes), al mismo tiempo que la calle Blaes. Toma su nombre del jeu de balle, juego lúdico muy popular en Bruselas en el siglo XIX. con el nombre de balle pelote. Su actual nombre en neerlandés, Vossenplein ("plaza del zorro"), rememora que se construyó sobre el antiguo emplazamiento de una fábrica de locomotoras, la Societé du Renard. El pintor Antoine Wiertz, conocido por sus cuadros de grandes dimensiones, realizó algunas de sus obras más monumentales en sus hangares.
El solar que dejó la demolición de la fábrica fue dividido entre la plaza du Jeu de Balle y el la sede central de los bomberos de Bruselas, y bajo la plaza se conservaron parte de los antiguos sótanos de la fábrica. Estos subterráneos sirvieron de refugio y de hospital de campaña durante las guerras mundiales. En su interior se construyó un refugio de hormigón.

### El mercado de pulgas
En 1873, el consejo comunal decidió trasladar el marché aux vieilleries et nippes («mercado de cosas viejas y trapos») –llamado popularmente después mercadillo o mercado de pulgas (den â met, en dialecto de Bruselas, "le vieux marché" en francés)– que ocupaba la plaza Anneessens, y que según las palabras de un consejero comunal, perjudicaba considerablemente el aspecto de los nuevos bulevares centrales. El mercadillo se celebra todos los días de las 6 a las 14h. En principio estuvo abierto a cualquiera que deseara vender en él, pero actualmente es necesario ser profesional de la venta ambulante y estar inscrito en el registro de la villa de Bruselas para poder participar como «vendedor abonado» o «vendedor volante»

## Edificios notables
- La iglesia parroquial de la Inmaculada Concepción de Bruselas es un edificio de estilo neorrománico, construido entre 1854 y 1862, que formó parte del convento de los capuchinos. Su carillón suena cada cuarto de hora.

- El antiguo cuartel general de los bomberos de Bruselas de estilo ecléctico, fue construido entre 1859 y 1860 por el arquitecto Joseph Poelaert. En desuso desde que la sede central de los bomberos se trasladó a la avenida del Héliport en 1982, el antiguo parque alberga actualmente galerías de arte y tiendas, y en el que fue su pórtico de entrada se ha instalado una cafetería.

- Bajo la plaza hay un refugio antiaéreo de homigón que data de la II Guerra Mundial, cuyas entradas se tapiaron en 1945.[2]

## Acontecimientos y folklore
- Todos los años, el 20 de julio, víspera de la fiesta nacional, se celebra el Baile Nacional,[6] y el 21 de julio se puede compartir y festejar el Resto National.[7]

## La plaza en la literatura popular
La plaza del Jeu de Balle se conoció en todo el mundo gracias a Tintín: en el álbum de Hergé y en la película de Spielberg el reportero encuentra la maqueta del barco el Unicornio en su mercadillo.

## Galería de fotografías

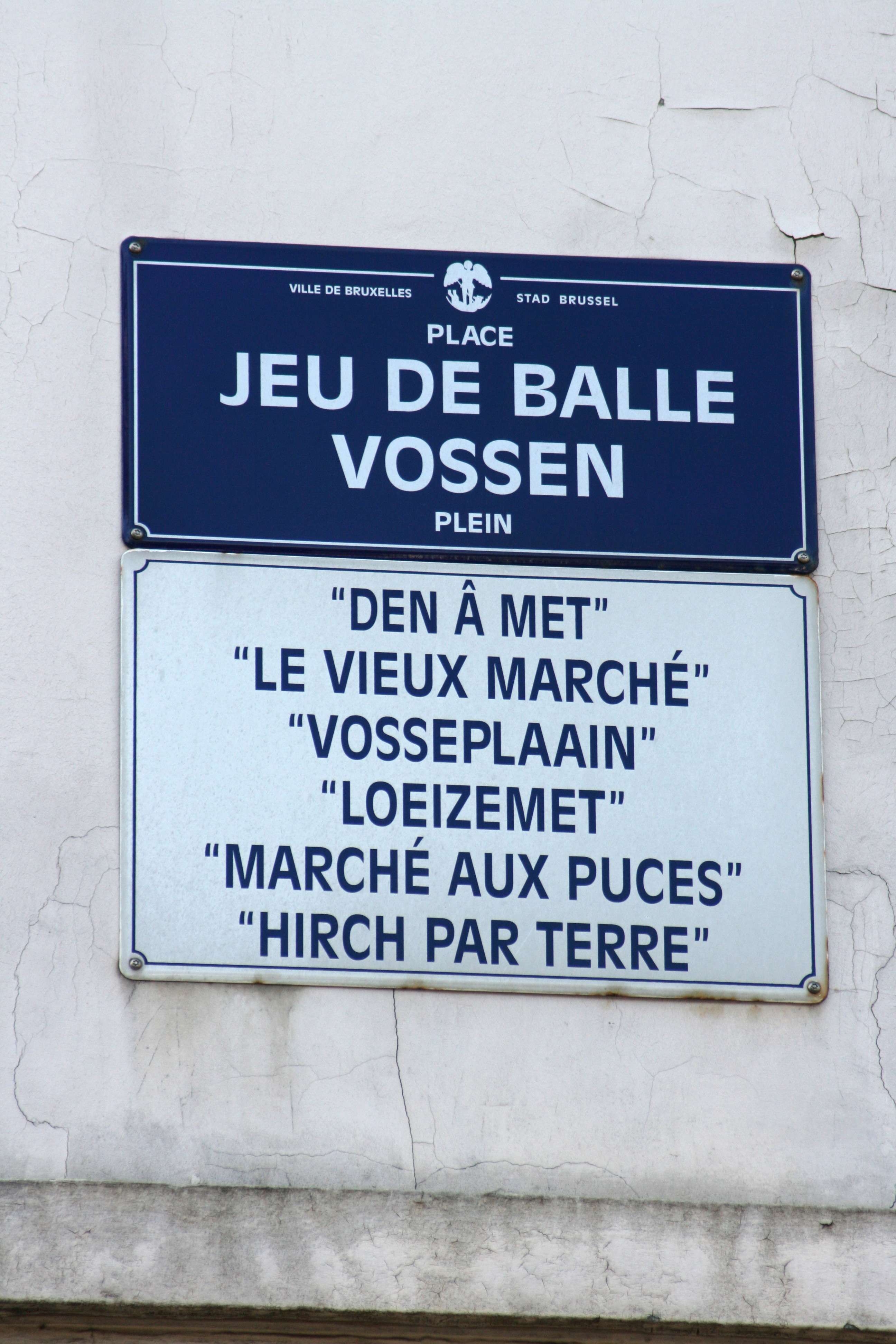
Placa con los nombres oficiales en francés y neerlandés seguidos de varios nombres populares.
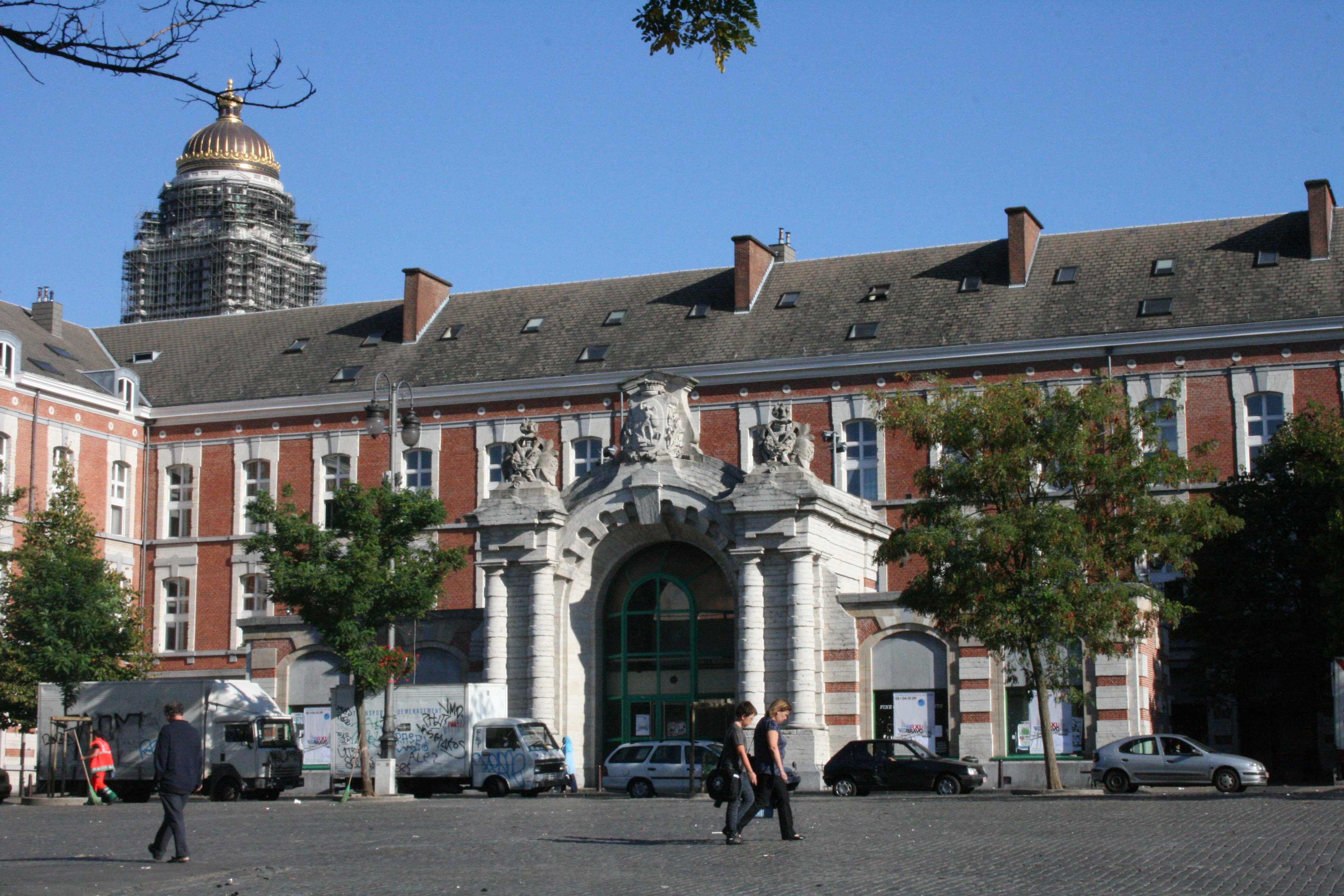
El antiguo cuartel general de los bomberos de la Región de Bruselas-Capital con su pórtico de entrada. Al fondo, el Palacio de Justicia de Bruselas.